# Asuán
Asuán (أسوان‎, oficiální transkripce Aswān) je město na jihu Egypta, často nazývané branou černé Afriky. Leží v oblasti prvního nilského kataraktu, který od starověku tvořil přirozené hranice egyptského státu. Počet obyvatel je 275 000 (údaj z roku 2008). Asuán je hlavním městem Asuánského guvernorátu, nachází se tu jeden z kampusů South Valley Univerzity (arabsky جامعة جنوب الوادى‎).

## Památky

### Památky v Asuánu
Mezi nejznámější asuánské památky patří vykopávky města Abu na ostrově Elefantina. 
| s | E34 · n | t · niwt |

| s | E34 · n | t · niwt |

Abu existovalo nepřetržitě od 3. tisíciletí př. n. l. až do 14. století n. l. a nálezy, umístěné v blízkém Asuánském muzeu, ukazují na bohatost a význam tohoto místa. Na Elefantině se nachází i núbijské vesnice Koti a Siou se svébytnou kulturou. Kitchenerův ostrov je znám pro svoji botanickou zahradu. Na západním břehu Nilu lze navštívit hrobky faraonských hodnostářů, zhlédnout mauzoleum Agy Chána či se vydat k o něco vzdálenějším rozsáhlým zříceninám kláštera sv. Simeona ze 7. století. Na východním břehu zaujme návštěvníky především moderní Núbijské muzeum a starověké lomy. Žula z asuánských lomů byla využívána po celý starověk a najdeme ji téměř na každé egyptské stavbě. Turisticky populární je nedokončený obelisk královny Hatšepsut, jehož výška měla být 42 metrů a hmotnosti 1 168 tun. Obelisk během výroby prasknul a práce byly zastaveny. Poblíž lomu s obeliskem se také nachází asuánský hřbitov s fátimovskými hrobkami z 11. a 12. století. Na skále poblíž prvního nilského kataraktu se tyčí hotel Old Cataract, ve kterém bydlívala spisovatelka Agatha Christie, která sem umístila část děje svého románu Smrt na Nilu.

### Památky v okolí
Z památek ležících mimo vlastní Asuán je nejblíže (asi 4 km) chrám bohyně Eset na ostrově Philae založený r. 350. př. n. l. Chrám byl přestěhován v 70. letech 20. století na ostrov Agilika z důvodu zvýšení hladiny vody ve staré asuánské přehradě, které způsobovalo zaplavení původní lokality. O něco dále stojí mohutná hráz Vysoké přehrady u Asuánu s památníkem sovětsko-egyptského přátelství. Asi kilometr od hráze se nachází ostrov, kam byly přestěhovány některé núbijské památky (chrámy Kalábša a Kertassi), aby byly ochráněny před zatopením. Téměř nedostupné vzhledem k bezpečnostním opatřením v oblasti jsou chrámy a hrobky v Amadě a zámeček Kasr Ibrím, ke kterým je možné se dostat pouze v rámci organizované plavby po Násirově jezeře. Nedostupnost naštěstí neplatí pro Abú Simbel, chrámový komplex asi 250 km na jih od Asuánu, blízko hranic se Súdánem. Byl vybudován faraónem Ramessem II. (1290–1224 př. n. l.) a je součástí seznamu světového dědictví UNESCO.
Asuán je také výchozí bod pro plavby po Nilu na sever do Luxoru či Káhiry nebo pro cesty na jih po Násirově jezeře a do Súdánu.

### Podnebí
Asuán je jedno z nejsušších stále obývaných míst na Zemi, v průměru zde prší jen několikrát za 10 let. Nejen že je Asuán velmi suchý, ale je také s průměrnou roční teplotou 26 °C jedním z nejteplejších míst v Egyptě. Zimy jsou velmi krátké a slunné, s denními teplotami v průměru kolem 20 °C, noční teploty mohou v tomto období klesnout k 5 °C. Jaro má ostrý nástup, v únoru již denní teploty dosahují 30 °C a v březnu začíná období písečných bouří, kdy vanou horké větry z pouště a přinášejí extrémní teploty, které mohou dosáhnout 47 °C. Od dubna do října denní teploty dosahují a v letních měsících přesahují 40 °C, noční v červenci a srpnu prakticky neklesají pod 30 °C.
Asuán je jedním z nejslunnějších míst na Zemi, počet slunečních hodin je zde na teoretickém maximu. Pravděpodobnost, že bude jasný den, je vyšší než 90 %. V letních měsících (od května do října) je UV index po 4-5 hodin denně nad hodnotou 11 (extrémní riziko popálení).

## Doprava
Kromě říční dopravy po Nilu je Asuán dostupný i silniční a železniční sítí. Má i mezinárodní letiště.

## Galerie

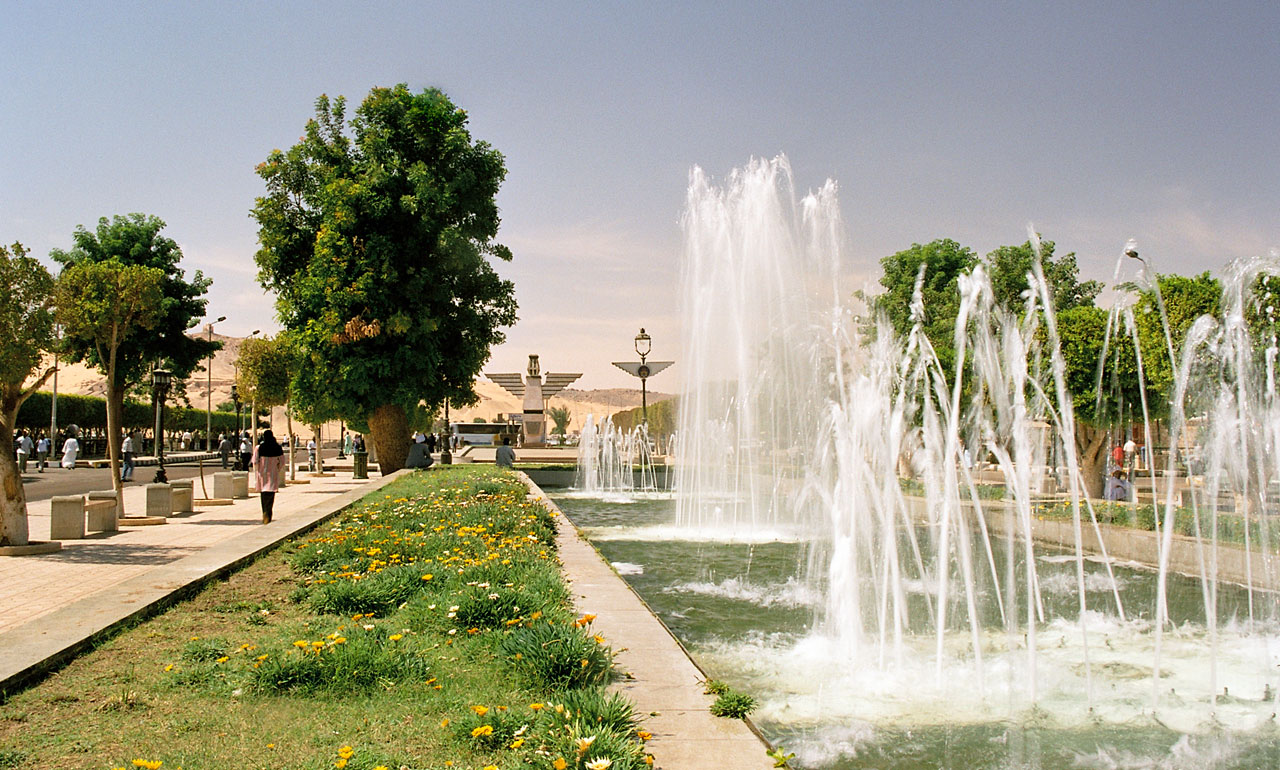
Pohled podél jedné z hlavních asuánských ulic, spojující nádraží s Nilem
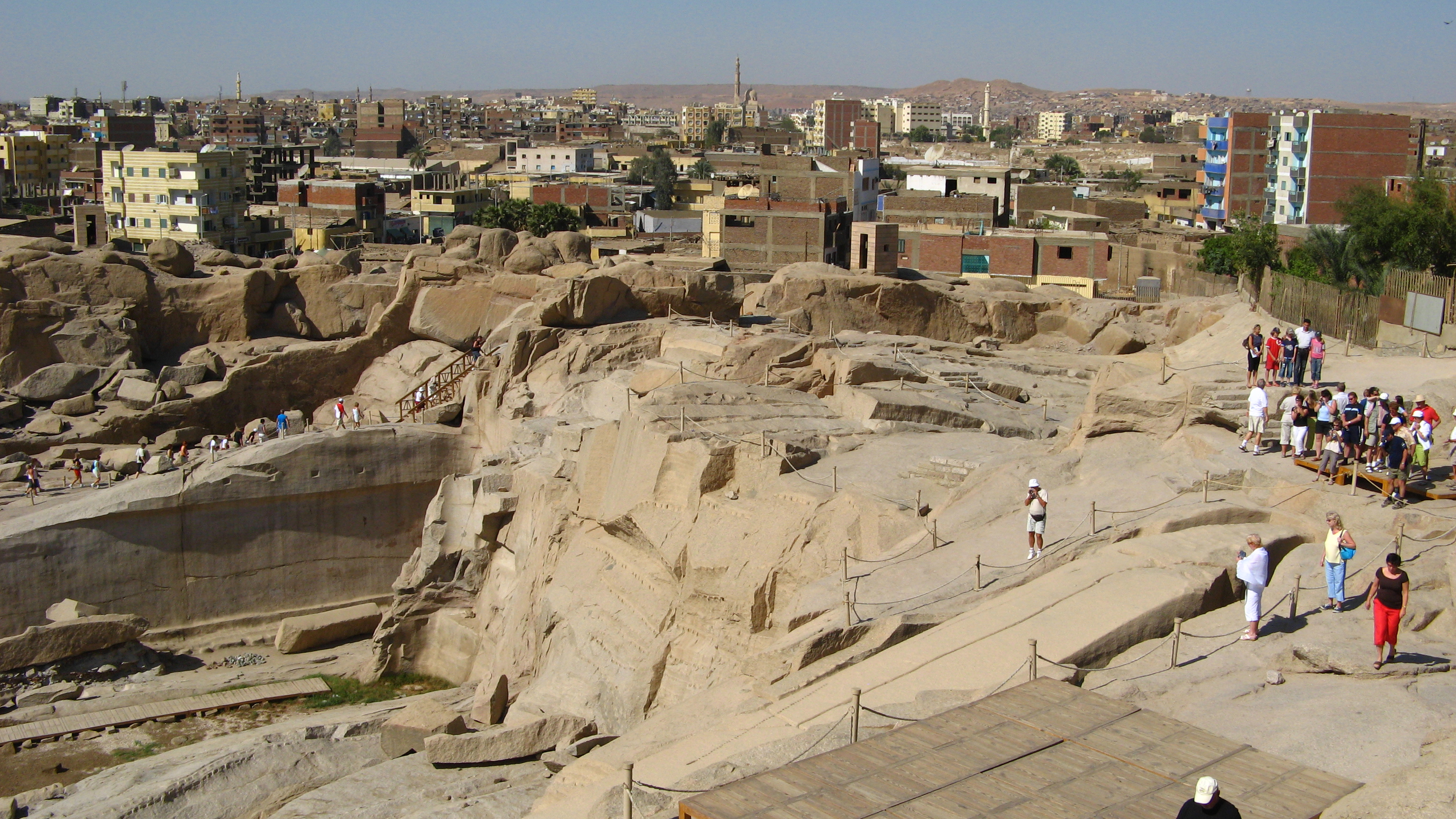
Nedokončený obelisk v asuánském žulovém lomu
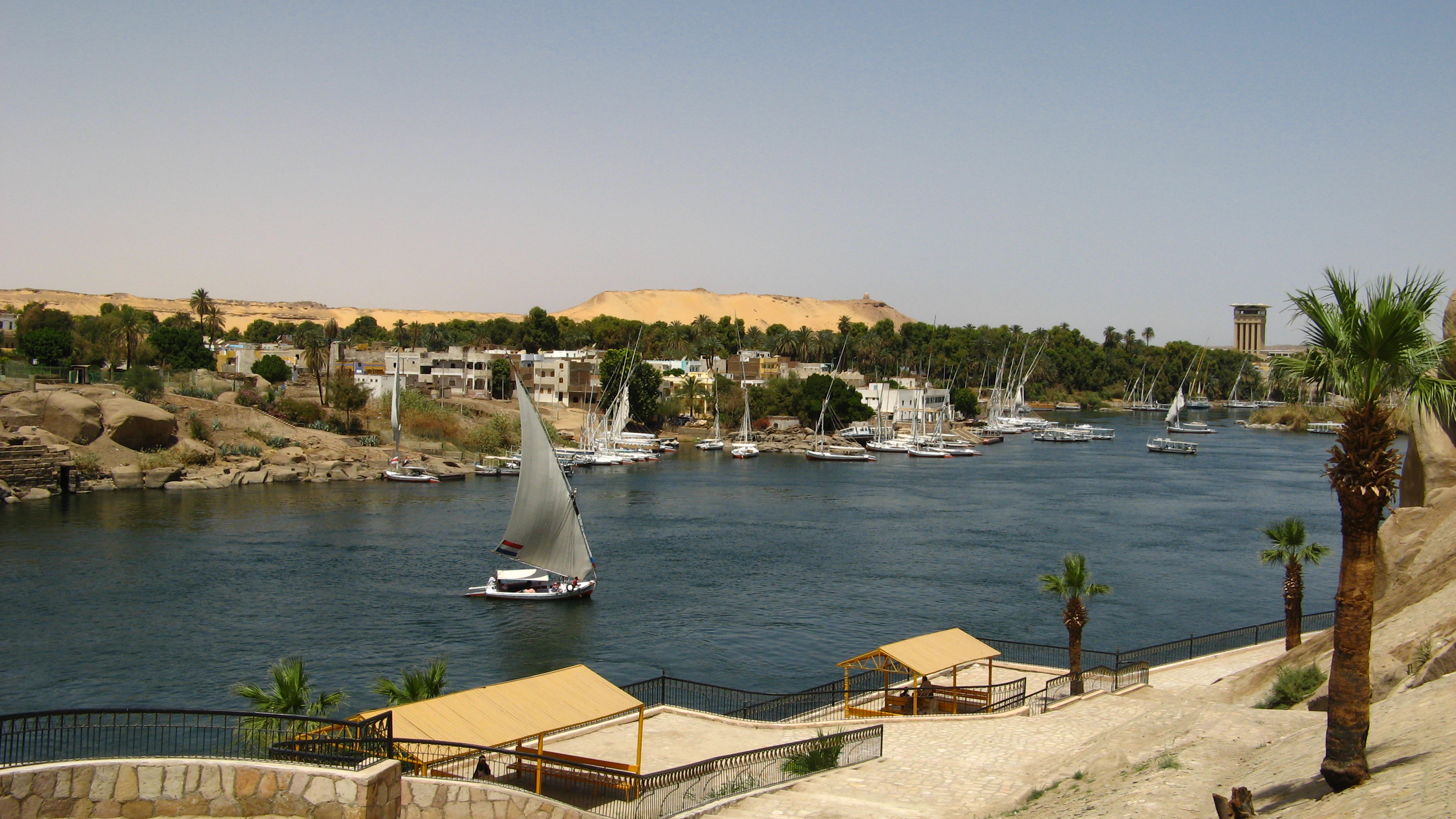
Řeka Nil v Asuánu
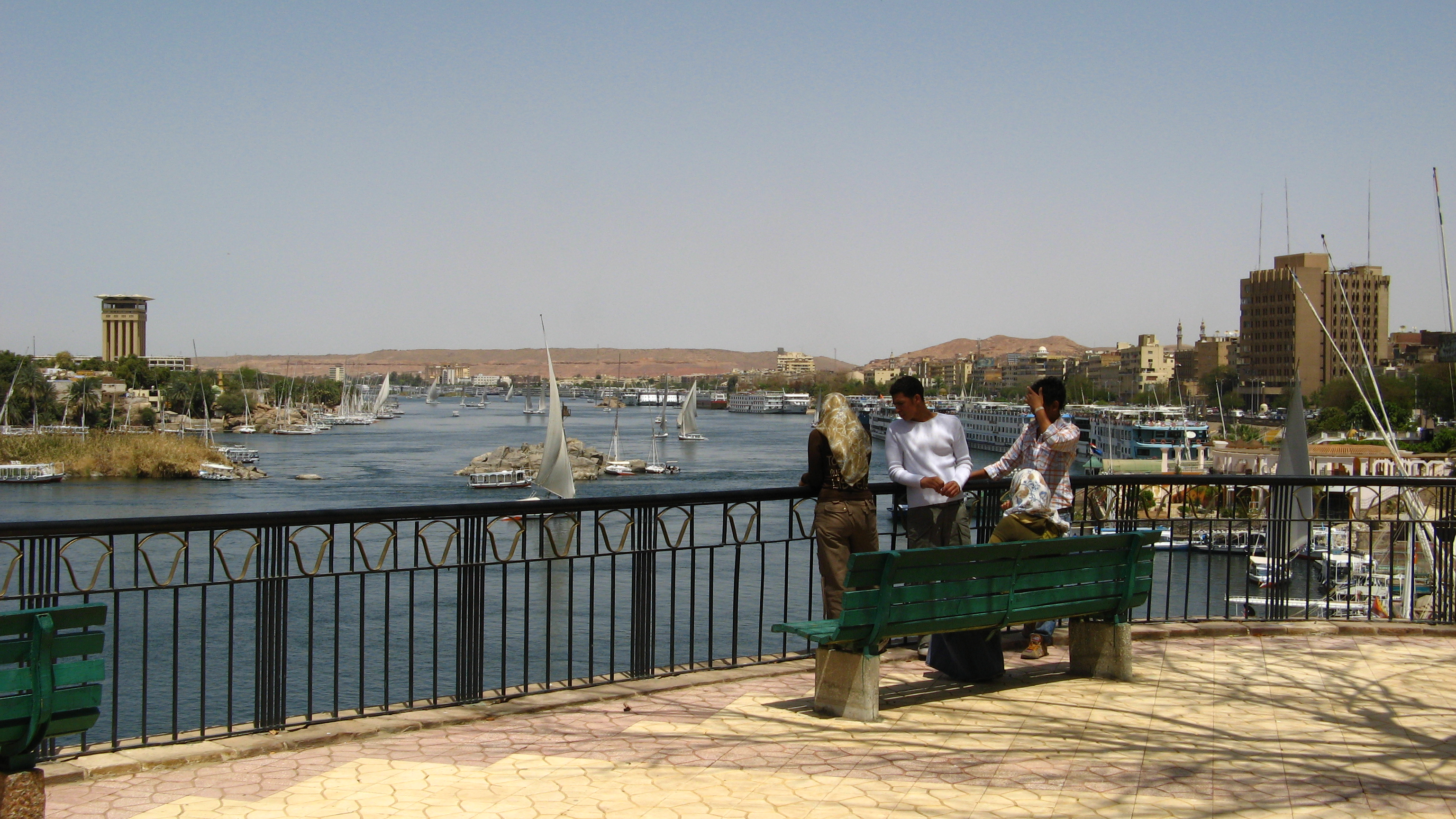
Vyhlídka na Asuán a Nil (vlevo věž hotelu Oberoi na ostrově Elefantina)